# Friburgoia perdita
Friburgoia perdita is een hooiwagen uit de familie Gonyleptidae.